# Ель-Джабал-ель-Ґарбі (муніципалітет)
Ель-Джабал-ель-Ґарбі (араб. الجبل الغربي) — один з 22 муніципалітетів у Лівії. Адміністративний центр — місто Ґар'ян.
Муніципалітет Ель-Джабал-ель-Ґарбі був створений у 2007 році з трьох адміністративних одиниць — Яфрану, Ґар'яну і Мізди. Населення 307 616 осіб (2012), площа — 76 717 км².

## Клімат
Клімат у Ель-Джабал-ель-Ґарбі — семіаридний. Протягом року випадає мало опадів. Найпосушливіший місяць — липень. Більша частина опадів випадає у січні.

## Розташування
Ель-Джабал-ель-Ґарбі знаходиться у історичній області сучасної Лівії — Триполітанії та межує з такими муніципалітетами:
На півночі: Місурата, Ель-Марґаб, Тарабулус, Ель-Джифара, Ез-Завія, Ен-Нуґат ель-Хумс.
На заході: Налут.
На сході: Сирт, Ель-Джуфра.
На півдні: Ваді-еш-Шаті.